# Pla de Puntogaina
El Pla de Puntogaina, sovint denominat simplement la Puntogaina, és un pla on es troben els termes municipals de Calders, Moià i Monistrol de Calders, al Moianès.
És l'extrem nord del terme monistrolenc, a l'extrem sud-oest del moianenc i a l'extrem de llevant del calderí, a llevant de la masia de la Grossa. És a la dreta del torrent de la Baga Cerdana, a llevant del Serrat de la Tirolena i al sud-oest de les restes de la masia de Sabruneta.